# Flowing Downward
Flowing Downward ist ein italienisches Musiklabel und eine Tochter von Avantgarde Music. Die offizielle Ankündigung seitens der Muttergesellschaft, dass der Start unmittelbar bevorstehe, erfolgte Anfang Februar 2018. Innerhalb der Spielarten des klassischen Extreme Metals ist Flowing Downward insbesondere auf Bands der Untergenres Depressive Black Metal, Post-Black-Metal und Blackgaze ausgerichtet.

## Veröffentlichungen (Auswahl)
- Abstract Void – Forever (2023)
- A Light in the Dark – Insomnia (2020)
- Lumnos – A Glimpse Through the Event Horizon (2022)
- Sadness – Leave (2018)
- Sickle of Dust – In the Wake of the Night (2019)
- Súl Ad Astral – Oasis (2018)
- Trhä – Endlhëtonëg (2022)
- Wounds of Recollection – Deathbed (2021)